# 福斯特猎龙属
福斯特猎龙属（学名：Fosterovenator，意为“福斯特的猎人”）是一属角鼻龙类恐龙，生存于晚侏罗世怀俄明州的莫里逊组。正模标本包括YPM VP 058267A、B和C，包括一个胫骨和一个连接的距骨。另一件材料，即副模标本YPM VP 058267D则是一个更大个体的胫骨。

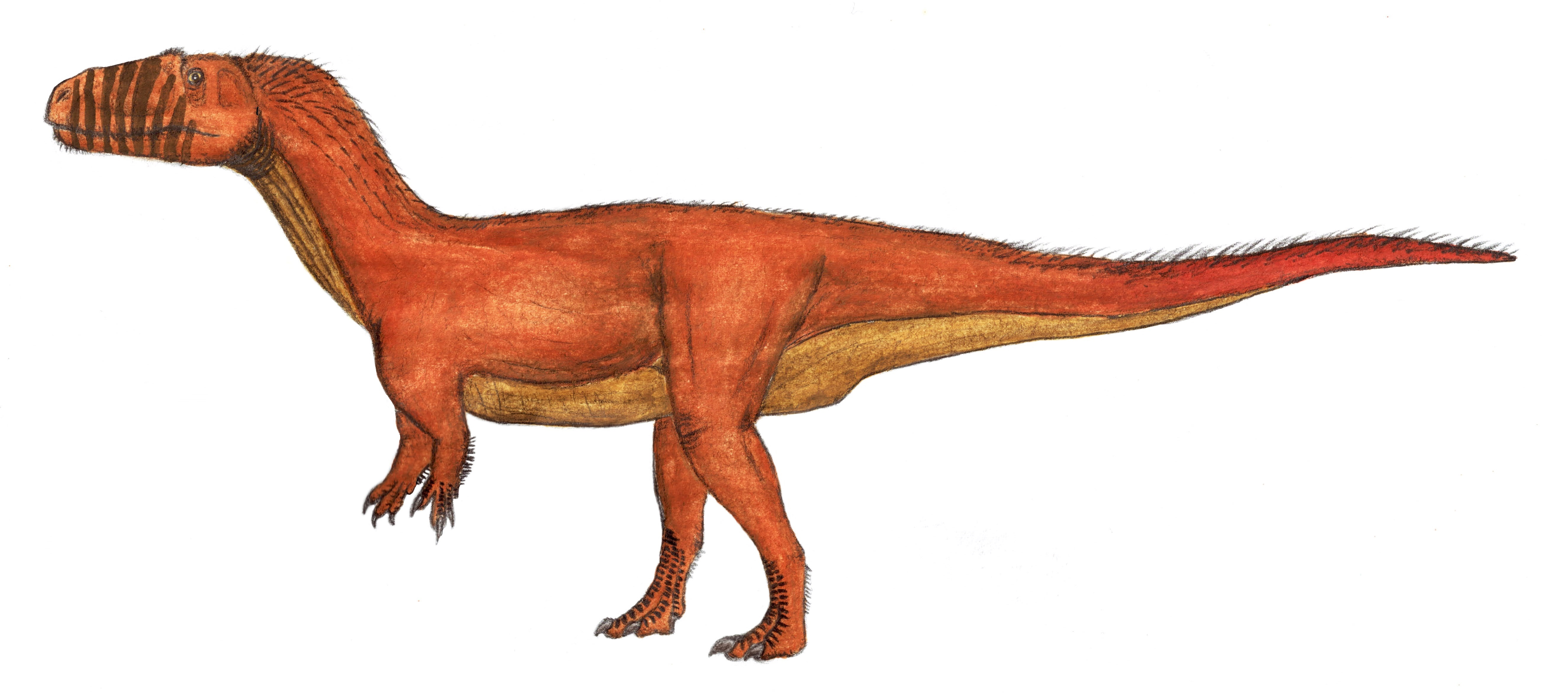
复原图

正模标本在1879年由亚瑟·莱克发现于怀俄明州的科摩崖，由一个近乎完整的右胫骨和一个距骨组成，可能是一个亚成体。副正模标本包括一个完整的右腓骨，长27.5 cm（10.8英寸），属于一个更大的个体，这些骨头的整体形状类似于轻巧龙。然而，福斯特猎龙（至少是副模式标本）与角鼻龙类的亲缘关系却受到了质疑。

## 词源

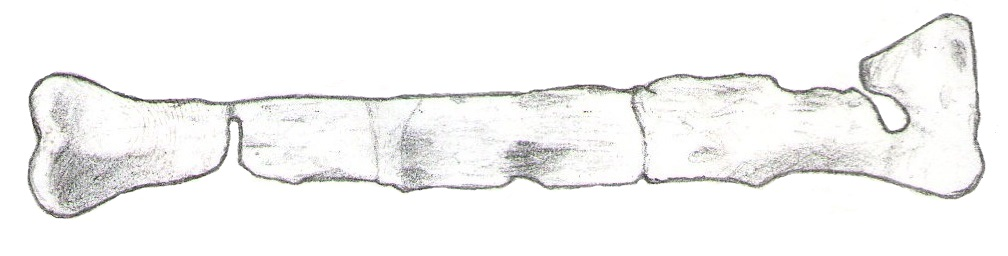
副模标本YPM VP 058267D

该属于2014年由S. G. Dalman命名。属名Fosterovenator来源于古生物学家约翰·福斯特的名字和拉丁语单词venator（意思是“猎人”）。属名指古生物学家丹尼尔·丘奇（Daniel J. Chure）。